# 社会主義者鎮圧法

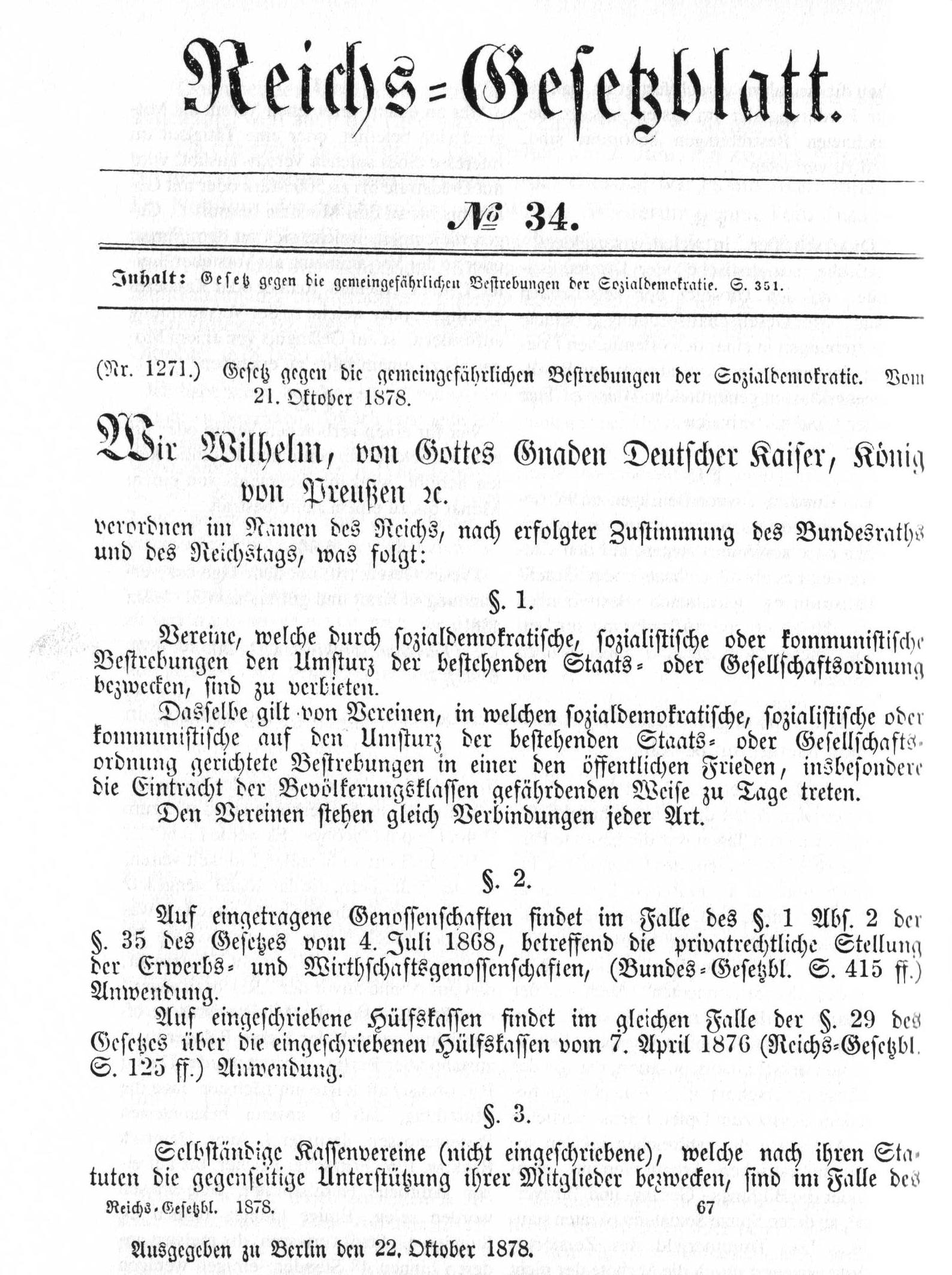
社会主義者鎮圧法の一部

社会主義者鎮圧法（しゃかいしゅぎしゃちんあつほう、Sozialistengesetz（独）、Anti-Socialist Laws（英））は、1878年、2度の皇帝ヴィルヘルム1世狙撃事件をきっかけにオットー・フォン・ビスマルクが制定した法律のこと（実際は社会主義者は狙撃事件とは無関係）。
主にドイツ社会主義労働者党（後のドイツ社会民主党）をターゲットにしたもので、この法律は警察に、社会主義的傾向をもつ政党や労働組合の結社・集会を禁止し、新聞・雑誌・ビラの印刷・配布を禁じ、〈危険分子〉を特定地域から追放する権限を与えた。本法に基づき、約1,300冊のパンフレットと、330以上の労働者団体が禁止され、何千人もの人々が逮捕され、投獄されたり強制移住を余儀なくされたりした。
これによりドイツの社会主義活動は一時衰えるが、やがて再び盛り上がりを見せた。
1890年、皇帝ヴィルヘルム2世が更新反対を唱えたため、廃止された。